# کال دروگو
کال دروگو یک شخصیت داستانی در رمان ترانه‌ای از یخ و آتش از سری رمان‌های فانتزی نوشته شده توسط نویسنده آمریکایی جرج آر. آر مارتین است که سریال تلویزیونی بازی تاج‌وتخت اقتباسی از آن است. کال صفتی برای رهبران و پیشوایان قبیله دوتراکی می‌باشند.
کال دروگو رهبر یک قبیله دوتراکی خانه بدوش است که در قاره اسوس مداوم در حال مهاجرت برای غارت و گرفتن غنائم جنگی است. شخصیت کال دروگو توسط جیسون موموآ در سریال بازی تاج و تخت به تصویر کشیده شده‌است.

## داستان
کال دروگو فردی نیرومند و قدرتمند از قبیله دوتراکی است که رهبری قبیله را برعهده دارد. مردم قبیله دوتراکی ملتی هستند از اسب سواران که در دشت قاره اسوس به غارت مشغول هستند. وی هیچ‌گاه در هیچ جنگی شکست نخورده‌است.
همسر او دنریس تارگرین است که توسط برادر او را برای بدست آوردن اعتماد و ارتش او برای حمله به وستروس به همسری او درآورد. دنریس به همسر خود وفادار است و او را دوست می‌دارد.
کال دروگو که پس از حمله به روستایی زخمی می‌شود و زخم او عفونت می‌کند، دنریس جادوگری را به خدمت می‌گیرد تا او را که در حال مرگ است نجات دهد اما ناخواسته جادوگر فرزند دنریس که در آن موقع او را حامله بود، قربانی می‌کند تا کال دروگو را نجات دهد اما کال دروگو موفق به بازگشت به زندگی نمی‌شود.
دنریس تصمیم می‌گیرد که جنازه او را همراه با تخم‌های اژدهایی که به او هدیه داده بود بسوزاند و خود را نیز به همراه آن جادوگر قربانی کند اما پس سوخته شدن جنازه دروگو و جادو گر دنریس نمی‌سوزد و از آن تخم‌ها سه بچه اژدها بیرون می‌آید. اژدهای موردعلاقه دنریس و بزرگترین آن‌ها دراگون نام دارد.

## در سریال تلویزیونی

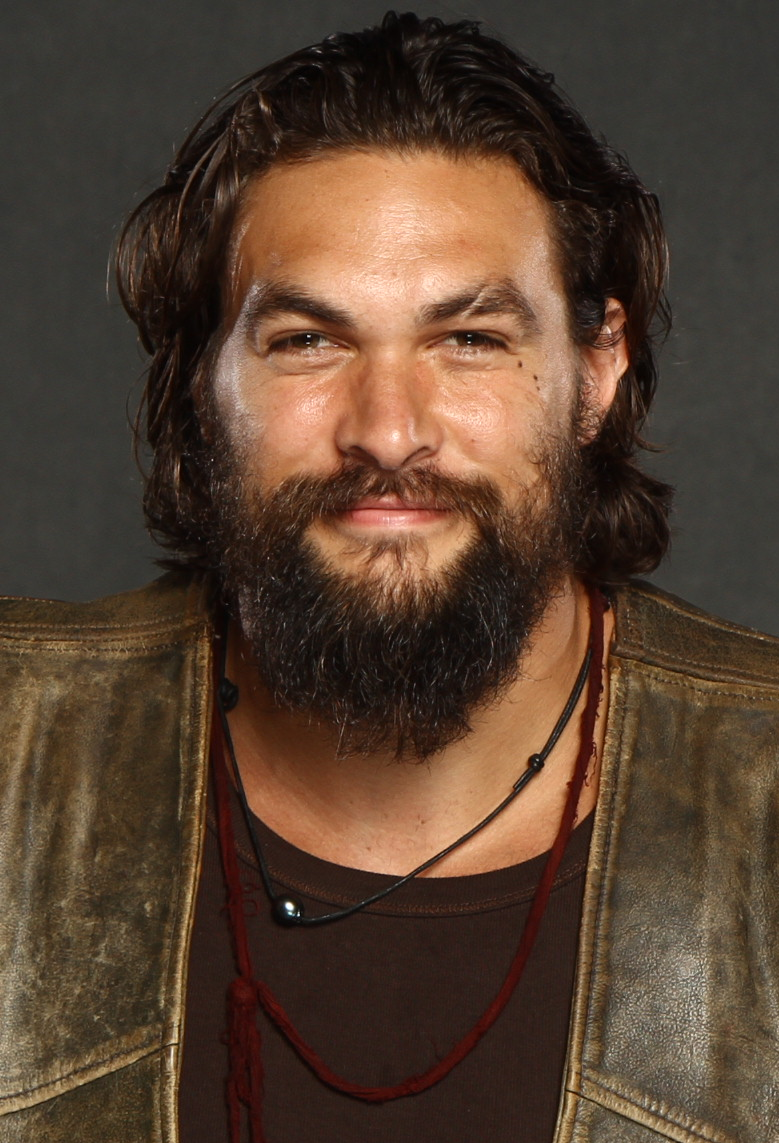
جیسون موموآ در نقش کال دروگو در سریال تلویزیونی بازی تاج‌وتخت

کال دروگو در سریال بازی تاج‌وتخت توسط بازیگر آمریکایی جیسون موموآ بازی می‌کند. 